# Christer Franzén
Hans Christer Franzén, född 17 januari 1947 i Oskarshamns församling, Kalmar län, är en svensk militär.
Christer Franzén är son till tågmästaren Hans Franzén och Stina Johansson. Han blev officer 1969, kapten vid Norra Smålands regemente 1972, major där 1980, var anställd i arméstaben 1982–1989 och blev major i generalstabskåren 1984 knuten till arméstaben 1984. Franzén blev överstelöjtnant i generalstabskåren 1986, bataljonschef vid Jämtlands fältjägarregemente och var 1991–1993 överste och brigadchef samt chef för Jämtlands fältjägarregemente. Han blev chef för värnpliktskontoret i Östersund 1993 och var chef för pliktverket i Norrland 1995–2000.